# Plathe (Kalbe)
Plathe ist ein Ortsteil der Ortschaft Brunau und der Stadt Kalbe (Milde) im Altmarkkreis Salzwedel in Sachsen-Anhalt.

## Geographie
Plathe, ein Straßendorf mit Kirche, liegt etwa 13 Kilometer nordöstlich von Kalbe (Milde) in der Altmark am Augraben, der in die Biese fließt.
Nachbarorte sind Lübbars im Nordwesten, Kerkau im Norden, Lohne im Nordosten, sowie Packebusch und Brunau im Südosten.

## Geschichte

### Mittelalter bis Neuzeit
Das Dorf wurde erstmals 1318 als villa plote genannt, als der Gewandschneidergilde in Salzwedel Hebungen in verschiedenen Dörfern verkauft wurden. Im Jahre 1324 wurde es als Plote erwähnt, als Hans und Heinecke von Kröcher das Schloss Kalbe mit den zugehörigen Dörfern an Albrecht von Alvensleben verkaufte. Weitere Nennungen sind 1361 Plothe, 1473 Plate, 1541 Platow, 1687 Plate und 1804 Plathe und Plathow, Dorf und Gut mit Lehnschulze, Rademacher, Schmiede und Krug.
Im Jahre 1906 stand nördlich des Dorfes auf dem Weg nach Lübbars eine Windmühle.

### Herkunft des Ortsnamens
Aleksander Brückner und Jürgen Udolph erkennen im Ortsnamen das slawische Wort „plotь“ für „Zaun“ oder „Ploty“ für eine „durch Zaun geschützte Siedlung“.
Heinrich Sültmann leitet den Ortsnamen vom wendischen „bluotü“ ab, was für „Sumpf“ oder „Naßwald“ steht. Übersetzt heißt Plathe also „Nasssiedel“.

### Eingemeindungen
Ursprünglich gehörten Dorf und Gut zum Arendseeischen Kreis der Mark Brandenburg in der Altmark. Zwischen 1807 und 1813 lagen sie im Kanton Kalbe auf dem Territorium des napoleonischen Königreichs Westphalen. Nach weiteren Änderungen gehörten beide ab 1816 zum Kreis Salzwedel, dem späteren Landkreis Salzwedel.
Aus dem Gut entstand in der zweiten Hälfte des 19. Jahrhunderts ein Gutsbezirk. Am 29. November 1894 wurde der Gutsbezirk Plathe „mittelst allerhöchsten Erlasses“ mit der gleichnamigen Landgemeinde vereinigt.
Am 25. Juli 1952 wurde Plathe in den Kreis Kalbe (Milde) umgegliedert. Am 1. August 1973 wurde die Gemeinde Plathe nach Brunau eingemeindet. Nach dem Zusammenschluss mehrerer Gemeinden am 1. Januar 2009 zur Einheitsgemeinde Stadt Kalbe (Milde) kam Plathe als Ortsteil zur neuen Ortschaft Brunau und zur Stadt Kalbe (Milde).

### Einwohnerentwicklung

#### Gemeinde und Ortsteil
| Jahr | Einwohner |
| ---- | --------- |
| 1734 | 095       |
| 1774 | 119       |
| 1789 | 126       |
| 1801 | 116       |
| 1818 | 095       |
| 1840 | 157       |
| 1864 | 181       |
| 1871 | 183       |

| Jahr | Einwohner |
| ---- | --------- |
| 1885 | 202       |
| 1892 | [0]204    |
| 1895 | 216       |
| 1900 | [0]186    |
| 1905 | 207       |
| 1910 | [0]203    |
| 1925 | 210       |
| 1939 | 167       |

| Jahr | Einwohner |
| ---- | --------- |
| 1946 | 271       |
| 1964 | 171       |
| 1971 | 154       |
| 2015 | 102       |
| 2016 | 098       |
| 2017 | 100       |
| 2018 | 098       |
| 2020 | [00]101   |

| Jahr | Einwohner |
| ---- | --------- |
| 2021 | [00]105   |
| 2022 | [0]097    |
| 2023 | [0]100    |

Quelle, wenn nicht angegeben, bis 1971 und 2015 bis 2018

#### Gut und Gutsbezirk
| Jahr | Einwohner |
| ---- | --------- |
| 1798 | 07        |
| 1840 | 16        |
| 1871 | 12        |
| 1885 | 10        |

## Religion
Die evangelische Kirchengemeinde Plathe, die früher zur Pfarrei Plathe gehörte, wird heute betreut vom Pfarrbereich Fleetmark-Jeetze im Kirchenkreis Salzwedel im Bischofssprengel Magdeburg der evangelischen Kirche in Mitteldeutschland.  Die ältesten überlieferten Kirchenbücher für Plathe stammen aus dem Jahre 1638.
Die katholischen Christen gehören zur Pfarrei St. Anna in Stendal im Dekanat Stendal im Bistum Magdeburg.

## Kultur und Sehenswürdigkeiten
Die evangelische Dorfkirche Plathe ist ein spätromanischer Feldsteinbau. Eine dendrochronologische Untersuchung einer Probe vom Sturzholz im Durchgang von Turm zum Schiff lieferte ein Fälldatum um etwa 1218. Nach dem Umbau im Jahr 1864 blieben von der mittelalterlichen Kirche nur der querrechteckige Westturm und die Seitenwände des Schiffes erhalten. Dabei wurde das Bauwerk nach Osten verlängert und mit einer polygonalen Apsis versehen, große Rundbogenfenster eingebrochen und der Eingang von der Süd- an die Westseite verlegt. Gleichzeitig wurde das Innere renoviert, die Balkendecke ornamental bemalt und die Kirche erhielt eine schlichte hölzerne Ausstattung.